# Klementynów (województwo łódzkie)
Klementynów – wieś w Polsce, położona w województwie łódzkim, w powiecie piotrkowskim, w gminie Sulejów.
| SIMC    | Nazwa   | Rodzaj     |
| ------- | ------- | ---------- |
| 0552337 | Piotrów | przysiółek |
| 0552350 | Winduga | przysiółek |

W latach 1975–1998 miejscowość administracyjnie należała do województwa piotrkowskiego.